# William Morris Davis

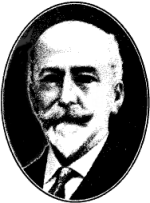
William Morris Davis

William Morris Davis (12 februari 1850 - 5 februari 1934) was een Amerikaans geograaf, geoloog, en meteoroloog, door velen beschouwd als de vader van de Amerikaanse geografie

## Levensloop
Davis werd geboren in een Quaker familie in Philadelphia, als zoon van Edward M. Davis and Maria Mott Davis. Zijn vader was een zakenman die uit het Genootschap der Vrienden (Quakers) werd gezet toen hij de zijde koos van de Noordelijke Unie in de Amerikaanse Burgeroorlog. Ook zijn moeder verliet daarop het Genootschap der Vrienden.
Hij studeerde natuurwetenschappen aan de Harvard University en behaalde in 1870 zijn Master of Engineering. Daarna werkte hij drie jaar in Córdoba in Argentinië als assistent bij het nationaal meteorologisch observatorium. In 1873 keerde hij naar Harvard terug om zich verder te bekwamen in de geologie en fysische geografie. Hij kreeg aan Harvard een aanstelling als assistent van de geoloog Nathaniel Southgate Shaler. Hij werd speciaal belast met de uitvoering van veldwerkactiviteiten. Shaler hechtte veel belang aan een zorgvuldige veldwaarneming en hij had veel aandacht voor veranderingsprocessen bij de interpretatie van de variaties aan het aardoppervlak. Davis heeft deze principes in zijn wetenschappelijk werk verder uitgewerkt. In 1878 kreeg Davis een aanstelling als instructeur voor geologie.
Op uitnodiging van Raphael Pumpelly, die eveneens geologie doceerde aan Harvard, deed Davis onderzoek in Montana naar de aanwezige steenkoolvoorraden. Tijdens deze werkzaamheden ontstonden de ideeën voor een theoretisch model om de genese van landschapsvormen beter te kunnen interpreteren. Dit model is later bekend geworden als de erosiecyclus.
In 1885 volgde zijn benoeming als assistant professor gevolgd door een hoogleraarsbenoeming in 1890. In 1899 werd hij benoemd als Sturgis Hooper Professor of Geology aan Harvard, deze leerstoel bezette hij tot zijn emeritaat in 1912. In de periode 1909-1912 doceerde hij geruime tijd in Berlijn en in Parijs. Na zijn emeritaat was hij nog met tijdelijke aanstellingen actief aan de universiteiten van onder meer Oregon, Californië en Arizona.
Davis speelde een belangrijke rol in de professionalisering van de Amerikaanse geografie. Hij was mede-oprichter van Association of American Geographers in 1904 en hij was eveneens President van de Geological Society of America.
Hij was niet gepromoveerd, maar ontving talrijke eredoctoraten
Hij overleed kort voor zijn 84e verjaardag in 1934 in Pasadena

## Betekenis voor de geomorfologie
In de 19e eeuw zochten natuurwetenschappers naar een bruikbaar concept waarmee de complexiteit van landschapsvormen beschreven en geïnterpreteerd kon worden. Davis was gefascineerd door het evolutie concept van Charles Darwin en vond de basisprincipes van Darwin’s theorie van groot belang voor het bestuderen van genese van een landschap. Voor de beschrijving van de landschapsgenese greep Davis terug op de ontwikkelingsgang van een organisme. Hij beschreef de ontwikkelingsfasen van een landschap in termen van jeugd, volwassenheid en ouderdom. In 1899 publiceerde hij ´The Geographical cycle´ waarin de basisprincipes van de erosiecyclus uiteengezet werden. Landschapsvormen waren voor hem een functie van de interactie tussen structuur, proces en tijd. De structuur had betrekking op de geologische structuur van het gebied en het procesbegrip stond voor alle vormen van erosie. Met behulp van de erosiecyclus beschreef Davis hoe rivieren smalle V-vormige dalen slijpen in een ´jonge´opgeheven landmassa. In de verdere ontwikkelingen worden deze valleien dieper en breder zodat er een ´rijp´ heuvelachtig landschap ontstaat. Wanneer het erosieproces nog verder voortschrijdt, wordt het landschap afgevlakt tot een schiervlakte. Davis gaf duidelijk aan dat zijn model betrekking had op een ideale sequentie van landschapsvormen en dat naar plaats en omstandigheden variaties mogelijk waren. Hij gaf van die variatie zelf talloze voorbeelden.
In tal van voordrachten, ook buiten de Verenigde Staten, demonstreerde en verdedigde Davis zijn opvattingen over de landschapsgenese. De invloed van dit model op de geomorfologie was decennia zo groot dat het functioneerde als een paradigma voor de beoefening van deze wetenschap tot ongeveer 1940.
Op uitnodiging van Albrecht Penck hield Davis in 1908 een aantal voordrachten over de erosiecyclus. Deze voordrachten werden door Alfred Rühl vertaald onder de titel ‘Die erklärende Beschreibung der Landformen’ (Leipzig, 1912). Davis’ ideeën ontmoetten in Duitsland veel weerstand onder andere bij Alfred Hettner en Siegfried Passarge. Het deductieve model van de erosiecyclus paste niet in Hettners chorologische opvattingen over het wezen van de geografie, waarin veel aandacht was voor de beschrijving van unieke associaties van verschijnselen in een bepaald gebied. Deze unieke associaties konden niet op basis van deductie voorspeld worden, vond Hettner. De discussie werd in alle hevigheid gevoerd ook al omdat er over en weer veel misverstand was over gehanteerde definities en uitgangspunten.
Na 1950 kwam er steeds meer kritiek op de theoretische grondslagen van de erosiecyclus. De recente inzichten zijn gebaseerd op de overtuiging dat processen in geomorfologische systemen niet lineair verlopen. Er zijn te veel toevalsfactoren zodat bij dezelfde uitgangsposities heel verschillende uitkomsten denkbaar zijn. In tegenstelling tot het model waarmee Davis werkte, heeft men tegenwoordig ook meer aandacht voor de menselijke factor bij de verklaring van landschapsvorming. Bovendien maakt men tegenwoordig een onderscheid tussen tijdafhankelijke en tijdonafhankelijke processen. Bij de laatste leiden de processen niet tot morfologische veranderingen, maar dragen ze alleen maar bij aan de continuering van een evenwichtssituatie in het landschapssysteem.

## De betekenis voor de ontwikkeling van het geografieonderwijs
Davis heeft veel aandacht gehad voor de kwaliteitsverbetering van het geografie-onderwijs. Hij wilde af van de eenzijdige aandacht voor feitenkennis en het te geringe gebruik van algemeen toepasbare concepten. Volgens hem moest de geografie worden gedefinieerd als een algemene aardwetenschap, waarin generalisaties over de relatie tussen anorganische en organische natuur centraal behoorden te staan.
Davis was een uitzonderlijk begaafd docent en ook een zeer veeleisende leermeester. Hij leidde een groot aantal geografen op die op verschillende universiteiten in de Verenigde Staten verantwoordelijk werden voor de verdere ontwikkeling van de Amerikaanse geografie. Tot zijn leerlingen behoorden o.a. Mark Jefferson, Isaiah Bowman en Ellsworth Huntington.
Davis besefte dat de ontwikkeling van de Amerikaanse geografie bevorderd zou worden door de stichting van een beroepsorganisatie. Mede op zijn aandringen werd in 1904 de AAG (Association of American Geographers) in het leven geroepen met Davis als eerste voorzitter.

## Veldwerk en excursies
Talrijk waren de door hem georganiseerde (internationale) veldwerken. In 1911 organiseerde hij de ‘Liverpool-Rome Pilgrimage’ voor een internationaal gezelschap van 32 personen. In 1912 doceerde Davis enige tijd aan de Sorbonne in Parijs en hij greep deze gelegenheid aan om de befaamde ‘Transcontinental Excursion of the American Geographical Society’ te organiseren. Aan deze groots opgezette excursie deden 43 Europese geografen mee (uit 13 verschillende landen). Zij werden op hun reis door de Verenigde Staten begeleid door een groot aantal Amerikaanse geografen. De reis duurde bijna twee maanden. Voor deze gelegenheid was een speciale trein beschikbaar gesteld. Deze excursie was de start van jarenlange intensieve contacten tussen Amerikaanse en Europese geografen.

## Een selectie uit zijn publicaties
- Elementary Meteorology (1984)
- Geographical Essays (Boston: Ginn, 1909)
- Geographic methods in geologic investigations, National Geographic Magazine 1: pp. 11-26 (1888)
- The Rivers and Valleys of Pennsylvania, National Geographic Magazine 1: pp. 183-253 (1889)
- The geographical cycle, Geographical Journal, vol. 14, pp. 481-504 (1899)
- The Physical Geography of the Lands, Popular Science Monthly 2: pp. 157-170 (1900)